# 1991-es amatőr ökölvívó-világbajnokság
A 6. amatőr ökölvívó-világbajnokságot Sydney-ben, Ausztráliában rendezték 1991. november 15–23. között. 12 versenyszámban avattak világbajnokot. A küzdelmek egyenes kieséses rendszerben zajlottak, és mindkét elődöntő vesztese bronzérmet kapott.

## Érmesek
- Kovács István aranyérmet szerzett légsúlyban.

| 1991-es amatőr ökölvívó-világbajnokság érmesei |                                 |                                   |                                                                   |
| Versenyszám                                    | Arany                           | Ezüst                             | Bronz                                                             |
| Szupernehézsúly                                | Roberto Balado (Kuba)           | Szvilen Ruszinov (Bulgária)       | Jevgenyij Belouszov (Szovjetunió) Larry Donald (Egyesült Államok) |
| Nehézsúly                                      | Félix Savón (Kuba)              | Arnold Vanderlyde (Hollandia)     | Sung Bae-Choe (Dél-Korea) David Tua Új-Zéland                     |
| Félnehézsúly                                   | Torsten May (Németország)       | Andrej Kurnyavka (Szovjetunió)    | Dale Brown (Kanada) Mehmet Gurgen (Törökország)                   |
| Középsúly                                      | Tommaso Russo (Olaszország)     | Alekszandr Lebzjak (Szovjetunió)  | Chris Johnson (Kanada) Ramón Garbey (Kuba)                        |
| Nagyváltósúly                                  | Juan Carlos Lemus (Kuba)        | Iszrael Akopkohjan (Szovjetunió)  | Ole Klemetsen (Norvégia) Torsten Schmitz (Németország)            |
| Váltósúly                                      | Juan Hernández Sierra (Kuba)    | Andreas Otto (Németország)        | Stephen Scriggins (Ausztrália) Vastag Ferenc (Románia)            |
| Kisváltósúly                                   | Konsztantyin Czju (Szovjetunió) | Vernon Forrest (Egyesült Államok) | Moses James (Nigéria) Candelario Duvergel (Kuba)                  |
| Könnyűsúly                                     | Marco Rudolph (Németország)     | Artur Grigorjan (Szovjetunió)     | Justin Rowsell (Ausztrália) Vasile Nistor (Románia)               |
| Pehelysúly                                     | Kirkor Kirkorov (Bulgária)      | Park Duk Kyu (Dél-Korea)          | Hoszin Szoltáni (Algéria) Arnaldo Mesa (Kuba)                     |
| Harmatsúly                                     | Szerafim Todorov (Bulgária)     | Enrique Carrion (Kuba)            | Vlagyiszlav Antonov (Szovjetunió) Li Gwang Sik (Észak-Korea)      |
| Légsúly                                        | Kovács István (Magyarország)    | Csol Szu Csoi (Észak-Korea)       | Hassan Mustafa (Egyiptom) Julian Sztrogov (Bulgária)              |
| Kislégsúly                                     | Eric Griffin (Egyesült Államok) | Rogelio Marcelo (Kuba)            | Nelson Dieppa (Puerto Rico) Daniel Petrov (Bulgária)              |